# Sauvés par le gong : La Nouvelle Classe
Sauvés par le gong : La Nouvelle Classe (Saved by the Bell: The New Class) est une série télévisée américaine en 143 épisodes de 22 minutes, créée par Sam Bobrick et diffusée entre le 11 septembre 1993 et le 8 janvier 2000 sur le réseau NBC.
En France, la série a été diffusée à partir du 26 août 1996 sur France 2 et rediffusée sur Gulli, AB1 et Comédie!.

## Synopsis
Cette série est un spin-off de Sauvés par le gong qui suit le quotidien des nouveaux élèves de Bayside High School.

## Distribution
- Dennis Haskins (VF : Georges Caudron) : Principal Richard Belding
- Bianca Lawson (VF : Barbara Delsol) : Megan Jones (saison 1 et 2)
- Isaac Lidsky (VF : Paolo Domingo) : Barton « Weasel » Wyzell (saison 1)
- Bonnie Russavage (VF : Marie-Christine Robert) : Vicki Needleman (saison 1)
- Robert Sutherland Telfer (VF : Thierry Monfray) : Scott Erickson (saison 1)
- Natalia Cigliuti (VF : Patricia Marmoras) : Lindsay Warner (saisons 1 à 3)
- Jonathan Angel (VF : David Krüger) : Thomas « Tommy D » De Luca (saisons 1 à 3)
- Dustin Diamond (VF : Hervé Rey) : Samuel « Screech » Powers (saisons 2 à 7)
- Christian Oliver (VF : Alexandre Gillet) : Brian Keller (saison 2)
- Spankee Rogers (VF : Emmanuel Garijo) : Bobby Wilson (saison 2)
- Sarah Lancaster (VF : Julie Turin puis Véronique Soufflet) : Rachel Meyers (saisons 2 à 4)
- Salim Grant (VF : Christophe Lemoine) : R.J. « Hollywood » Collins (saison 3)
- Richard Lee Jackson (VF : Yann Le Madic) : Ryan Parker (saisons 3 à 5)
- Samantha Esteban (VF : Nathalie Spitzer) : Maria Lopez (saisons 3 à 7)
- Anthony Harrell (VF : Maël Davan-Soulas) : Eric Little (saisons 4 à 7)
- Ben Gould (VF : Pascal Grull) : Nicky Farina (saisons 4 à 7)
- Lindsey McKeon (VF : Françoise Gralewski) : Katie Peterson (saisons 4 à 7)
- Ashley Lyn Cafagna (VF : Sauvane Delanoë) : Liz Miller (saisons 5 à 7)
- Tom Wade Huntington : Tony Dillon (saisons 6 et 7)

- Version française
  - Société de doublage : Mediadub International[1]
  - Direction artistique : Nicole Favart[1]
  - Adaptation : Amanda Paquier, Martine Yvonnet, Évelyne Steinmetz, Philippe Girard, Nelly Siniaver et Esther Rauly[1]

Source VF : Doublage Séries Database

## Épisodes

### Saison 1 (1993)
1. La loterie
2. La cousine Tina
3. Le match de l'année
4. Le chocolat memoris
5. L'amour est à l'antenne
6. Embrassera, embrassera pas
7. Vive le roi
8. Le bébé de monsieur Belding
9. Les copains d'abord
10. La brocante
11. Un amour de Weasel
12. Le cadeau
13. Un banquet improvisé

### Saison 2 (1994)
1. Le retour de Screech
2. Un job pour l'été
3. Les Olympiades
4. Le prix du sang
5. La kermesse
6. Stratagème amoureux
7. La brise de Bayside
8. Le choix de Rachel
9. La semaine des farces
10. Question de confiance
11. La chorale
12. Un Noël estival
13. Roméo et Juliette
14. Le grand bal d'adieu
15. Le concours de danse
16. Les apprentis cow-boys
17. Le démon du jeu (1/2)
18. Le démon du jeu (2/2)
19. Témoignage d'époque
20. Abus de boisson
21. Querelle d'amis
22. Tricher n'est pas jouer
23. Pas d'avenir sans diplôme
24. Adieu Bayside
25. Concours de hamburgers
26. Adieu Bayside

### Saison 3 (1995)
1. Bienvenue à Bayside
2. Petit micro de mon cœur
3. Le permis de conduire
4. Le couronnement
5. Air Screech, ce sont les meilleurs
6. Screech au campus
7. Maria et sa star
8. Scène de jalousie
9. Visite à Callu
10. Bayside passe à la télé
11. Le cauchemar de Ryan
12. Le bal de promo
13. La face cachée de Tommy
14. Vaincre sa peur
15. Le principal a des principes
16. Le millionnaire
17. Mes meilleures amies
18. Dilemme pour Lindsay
19. Le rêve de Screech
20. Le handicap de R.J.
21. Quelle soirée
22. La carte verte
23. Première cigarette
24. Chagrin d'amour
25. Le cadeau de Noël
26. Les résolutions de la nouvelle année

### Saison 4 (1996)
1. Le demi-frère
2. Discrimination sexuelle
3. La nuit des clips
4. Mission bébé
5. Au-delà des apparences
6. Le héros
7. La cour des élèves
8. Le bal
9. L'échec
10. La vérité
11. La fête de la Renaissance
12. Coup de cœur à Bayside
13. Rideau
14. Blues à l'hôpital
15. Télé poubelle
16. Karaté Kid
17. Les élections
18. La campagne électorale
19. La mission
20. Le concours des inventions
21. La cinquième roue du carrosse
22. Le baiser
23. L'anniversaire
24. Laissez-nous Screech
25. L'incendie de Max (1/2)
26. Adieu Max (2/2)

### Saison 5 (1997)
1. À la recherche d'un travail
2. La rentrée
3. La solidarité avant tout
4. Football et physique
5. La mégère prise au piège
6. La clairvoyance
7. Un détachant foudroyant
8. Le producteur
9. On est comme on est
10. Une journée à la campagne
11. La leçon d'amitié
12. Rivalité fraternelle
13. Le choix de Liz
14. Le championnat
15. Screech et la remplaçante
16. Les amoureux de Bayside
17. Mauvais plan à Paris
18. Une belle récompense
19. Affaires étrangères
20. Projet de construction
21. Au revoir Paris
22. Soldat Paterson
23. Quand on veut on peut
24. Camp de vacances
25. L'oubli et le pardon

### Saison 6 (1998)
1. La revanche de Maria (Maria's Revenge)
2. Titre français inconnu (Do the Write Thing)
3. Titre français inconnu (The Lyin' King)
4. Titre français inconnu (The Young and the Sleepless)
5. Titre français inconnu (Cigar Wars)
6. Titre français inconnu (Win, Lose or Cheat)
7. Titre français inconnu (Hands Off)
8. Titre français inconnu (Guess Who's Running the Max)
9. Titre français inconnu (Mind Games)
10. Titre français inconnu (Free for All)
11. Titre français inconnu (Loser)
12. Titre français inconnu (Bye-Bye Tony)
13. Titre français inconnu (Seasons Greed-ings)

### Saison 7 (1999)
1. Titre français inconnu (Show Me the Money)
2. Titre français inconnu (Prescription for Trouble)
3. Titre français inconnu (ME TV)
4. Le capitaine et Maria (The Captain and Maria)
5. Titre français inconnu (Liz Burns Eric)
6. Titre français inconnu (The X-Friends Files)
7. Titre français inconnu (Don't Follow the Leader)
8. Titre français inconnu (A Mall Shook Up)
9. Titre français inconnu (Party Animals)
10. Titre français inconnu (The Last Prom)
11. Titre français inconnu (Mr. B Goes to College)
12. Titre français inconnu (The Bell Tolls)
13. Titre français inconnu (A Repair to Remember)